# .dd
.dd era el dominio de nivel superior geográfico que planeaba usar la República Democrática Alemana (RDA). Se eligió basándose en los códigos ISO 3166-1 alfa-2. Durante la implantación de los dominios cuando la RDA aún existía, por lo que era de nivel superior, equivalente al .de de Alemania Occidental. Sin embargo, .dd solo se usó de forma interna en las redes de las universidades de Jena y Dresde y no era accesible para nadie más. Después de la reunificación alemana los planes para implantar el dominio se abandonaron y el código ISO 3166-1 alfa-2 se eliminó.
En la ciudad de Dresde se planteó volver a utilizar este dominio para identificar a la ciudad, pero el reglamento de los dominios de nivel superior genérico lo impidió al ser necesario el uso de al menos tres caracteres.